# Fabrice Piazzini
Fabrice Piazzini (* 9. November 1965 in Le Sentier) ist ein ehemaliger Schweizer Skispringer.

## Werdegang
Am 30. Dezember 1983 bestritt Piazzini sein erstes Springen im Skisprung-Weltcup. Beim Auftaktspringen zur Vierschanzentournee 1983/84 erreichte er in Oberstdorf den 17. Platz und verpasste damit nur knapp die Punkteränge. Erst im ersten Weltcup-Springen nach der Tournee am 11. Januar 1984 konnte er in Cortina d’Ampezzo mit Platz 15 seinen ersten Weltcup-Punkt gewinnen. Auch im japanischen Sapporo sprang er erneut in die Punkteränge.
Bei den Olympischen Winterspielen 1984 in Sarajevo erreichte Piazzini auf der Normalschanze den 53. und auf der Grossschanze den 40. Platz. In seinem einzigen Weltcup-Springen nach den Olympischen Spielen erreichte er in Planica mit dem 7. Platz das beste Einzelresultat im Weltcup.
Die Weltcup-Saison 1984/85 begann er mit einem 13. Platz in Lake Placid. Anschliessend absolvierte er jedoch erfolglos die Vierschanzentournee 1984/85 und legte daraufhin eine Wettkampfpause ein. Erst am 21. Dezember 1986 sprang er erneut ein Weltcup-Springen, erreichte in Chamonix den 8. Platz und gewann damit erneut Weltcup-Punkte. Jedoch verlief die Vierschanzentournee 1986/87 ebenso erfolglos wie die Tournee 1984/85. Bei der Nordischen Skiweltmeisterschaft 1987 in Oberstdorf sprang er auf der Normalschanze auf den 45. und auf der Grossschanze auf den 23. Platz. Nach der Weltmeisterschaft konnte er seine Leistung deutlich steigern und erreichte in allen drei Weltcup-Springen in Falun, Planica und Oslo Weltcup-Punkte. Am Ende der Saison belegte er so den 34. Platz in der Weltcup-Gesamtwertung.
1988 stand Piazzini erneut im Aufgebot für die Olympischen Winterspiele in Calgary. Auf der Normalschanze sprang er auf den 17. und auf der Grossschanze auf den 43. Platz. Im Teamspringen gelang ihm gemeinsam mit Gérard Balanche, Christoph Lehmann und Christian Hauswirth der Sprung auf den 7. Platz. In seinem einzigen Weltcup-Springen nach den Spielen konnte er in Meldal noch einmal mit Platz 12 Weltcup-Punkte sammeln.
Zur Saison 1988/89 sprang Piazzini nur noch einen Weltcup im Rahmen der Vierschanzentournee 1988/89 und erreichte in Innsbruck den 70. Platz. Im Anschluss daran beendete er seine aktive Skisprungkarriere.